# Tal Ben Haim
Tal Ben Haim (hebreiska: טל בן-חיים), född 31 mars 1982 i Rishon LeZion, är en israelisk före detta fotbollsspelare. Han har spelat för bland andra West Ham, Man City, Bolton och Chelsea FC. Under andra halvan av säsongen 2008-2009 var han utlånad till Sunderland.